# 11548 Jerrylewis
11548 Jerrylewis è un asteroide della fascia principale. Scoperto nel 1992, presenta un'orbita caratterizzata da un semiasse maggiore pari a 2,4539338 UA e da un'eccentricità di 0,2319036, inclinata di 24,45747° rispetto all'eclittica.